# Uesslingen-Buch
Uesslingen-Buch es una comuna suiza del cantón de Turgovia, ubicada en el distrito de Frauenfeld. Limita al norte con la comuna de Hüttwilen, al este con Warth-Weiningen, al sureste con Frauenfeld, al sur con Altikon (ZH) y Ellikon an der Thur (ZH), y al oeste con Neunforn.

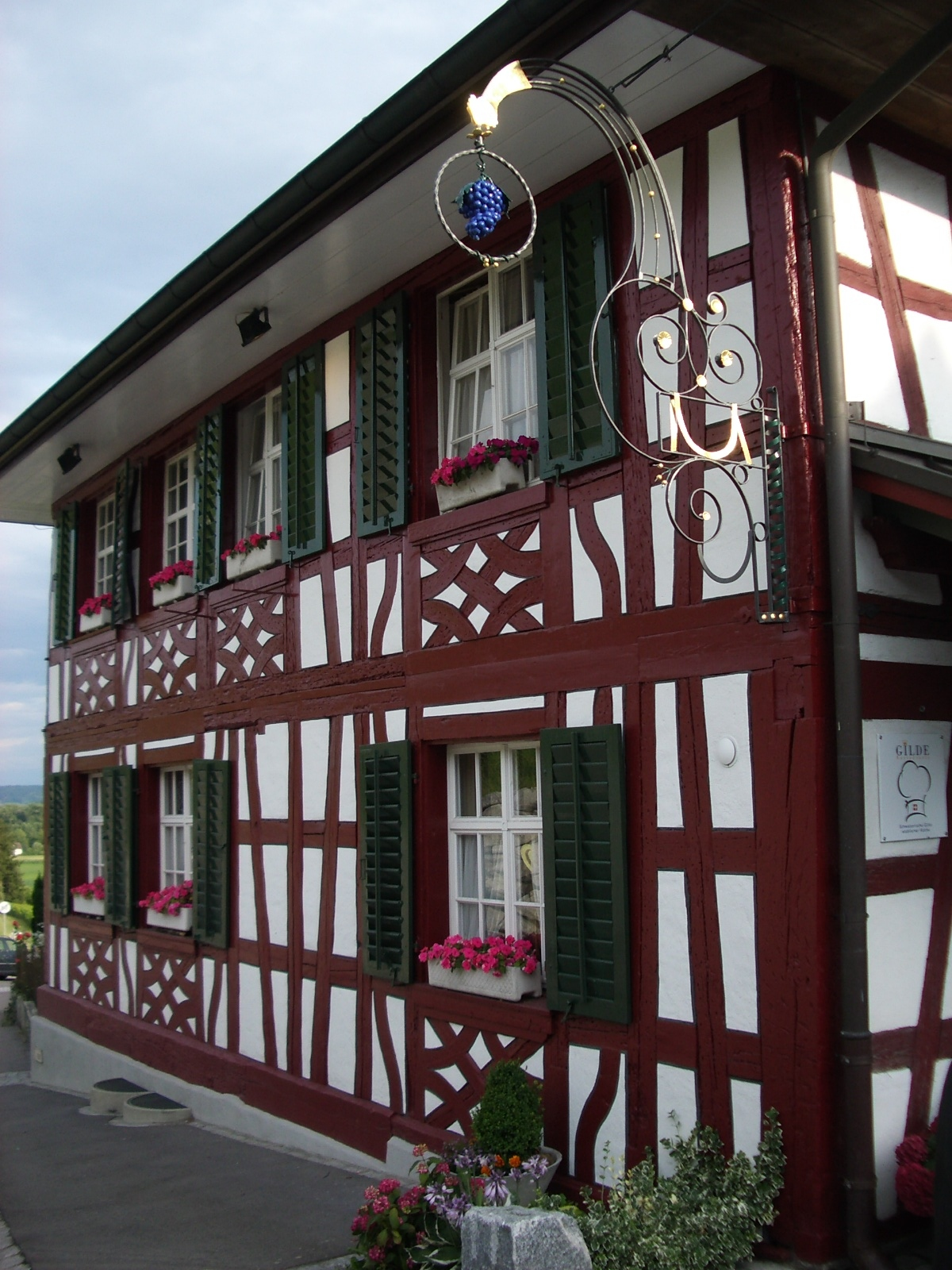
Arquitectura típica del cantón de Turgovia, Uesslingen-Buch.